# Doruklu, Tortum
Doruklu là một xã thuộc huyện Tortum, tỉnh Erzurum, Thổ Nhĩ Kỳ. Dân số thời điểm năm 2011 là 64 người.